# Moray
A Área de Conselho (ou Council Area) de Moray (pronuncia-se Muray, e em gaélico escocês, Moireibh), é uma das 32 novas subdivisões administrativas da Escócia, em vigor desde 1996. Localiza-se nas Terras altas da Escócia, faz divisa com Highland ao oeste e Aberdeenshire ao leste e é banhado pela esnseada de Moray Firth, no Mar do Norte.

## Cidades e aldeias
- Aberlour, Alves, Archiestown, Arradoul, Auchenhalrig
- Bogmoor, Broadley, Buckie, Burghead
- Clochan, Craigellachie, Cullen, Cummingston
- Dallas, Deskford, Dipple, Drybridge, Dufftown, Duffus, Dyke
- Elgin
- Findhorn, Findochty, Fochabers, Forres, Fogwatt
- Garmouth
- Hopeman
- Ianstown, Inchberry
- Keith, Kingston, Kinloss
- Lhanbryde, Longmorn, Lossiemouth
- Mill of Tynet, Mosstodloch,
- Nether Dallachy, Newmill
- Ordiquish
- Portgordon, Portknockie
- Rathven, Rafford, Rothes, Rothiemay
- Spey Bay
- Tomintoul
- Unthank, Upper Dallachy, Urquhart